# العلاقة بين علم الأرصاد الجوية وعلم الفلك
يختص علم الأرصاد الجوية بدراسة العمليات المسؤولة عن الطقس والمناخ، بما في ذلك عناصر مثل الحرارة، الرطوبة، الرياح. من ناحية أخرى، يركز  علم الفلك على دراسة الأجرام السماوية وما يتجاوزالغلاف الجوي، مثل  النجوم والكواكب.
يتجلى الرابط بين العلمين في تركيزهما على دراسة الظواهر التي تحدث فوق سطح الأرض، حيث يسعى كلاهما إلى ربط علم الأرض، بما في ذاك  الجيولوجيا، بالظواهر الجوية والفلكية المختلفة. يعتمد كلا العلمين على الملاحظات البصرية والاشتقاقات الرياضية المعقدة، كأساس علمي لفهم الظواهر التي يدرسانها.
يهتم علم الفلك بدراسة الأرض وأجزائها باعتبارها جزءًا لا يتجزأ من النظام الشمسي. من أهم مكونات الأرض هو الغلاف الجوي (بالإنجليزية: Atmosphere)، الذي ترتبط ظواهره الجوية بمسببات فلكية.
فعلى سبيل المثال   التوهج الشمسي  (بالإنجليزية: Sun Flare) يسبب زيادة في أيونية الغلاف الجوي هذه الأيونات قادرة على التأثير في موجات الراديو (بالإنجليزية: Radio Waves) هذا بدوره يؤثر على الخدمات اللاسلكية المعتمدة أساسًا على هذا النوع من الإشعاعات.

## الظواهر الجوية الفلكية
- الشفق القطبي: وهو ناتج عن انبعاث الضوء بطبيعته الجزئية (بالإنجليزية:Photon) إلى الغلاف الجوي تحديدا في الطبقة العليا غلاف أيوني يصل هذا الضوء الطبيعي الناتج عن تأين الهيدروجين إلى مناطق الأقطاب فينتقل الإلكترون من مستوى مداري مستقر (بالإنجليزية: ground state) إلى مستوى مداري غير مستقر (بالإنجليزية: excited state) وهذا بسبب تصادم الجزيئات في الغلاف الجوي فتظهر الطاقة على شكل إشعاع في السماء.
- قوس قزح (بالإنجليزية: Rainbow): ترتبط هذه الظاهرة بنزول الأمطار فغالبا ما تتبعه فتظهر عندها ألوان الطيف المرئية المتحللة بسبب تغير الوسط الي تسير فيه إلى وسط مائي.

ماذا يحدث للأشعة بعد اختراقها للغلاف الجوي؟ إن الأشعة الأكثر امتصاصا من قبل غلاف الأرض الجوي هي الأشعة المرئية، أما عن الأشعة ذات الموجات القصيرة فتُحْجَب بواسطة طبقة الأوزون وبعض الأشعة ذات الأمواج الطويلة كالأشعة تحت الحمراء يُمْتَصّ الكثير منها بواسطة الغيوم في طبقة الستراتوسفير ثم عكسها من جديد إلى الطبقات العليا من الغلاف الجوي.
ليلًا تبدأ اليابسة ببث الحرارة الموجودة أصلًا على شكل أشعة تحت حمراء بعد أن اكتسبت الكثير من الطاقة نهارا من الأشعة الضوئية المرئية.